# Nachal Chanuna
Nachal Chanuna (hebrejsky: נחל חנונה) je vádí v pahorkatině Šefela v Izraeli.
Začíná v nadmořské výšce okolo 100 metrů jižně od obce al-Azi, v řídce zalidněné turisticky využívané krajině. Směřuje pak k západu zemědělsky využívanou mírně zvlněnou krajinou, přičemž podchází těleso dálnice číslo 6 a železniční trati Tel Aviv-Beerševa. Ústí zprava do toku Nachal Barkos.